# Hitchin Town F.C.
Hitchin Town FC là một câu lạc bộ bóng đá bán chuyên nghiệp có trụ sở tại Hitchin, Hertfordshire, Anh. Thành lập năm 1865 với tên gọi 'The Canaries', đội bóng hiện thi đấu tại Southern League Premier Division Central và có sân nhà tại Top Field.

## Danh hiệu
- Isthmian League
  - Nhà vô địch Division One mùa giải 1992–93
- Spartan League
  - Nhà vô địch mùa giải 1934–35
- AFA Senior Cup
  - Nhà vô địch mùa giải 1931–32
- Southern League
  - Nhà vô địch League Cup các mùa giải 2005–06, 2017–18
- London Senior Cup[3]
  - Nhà vô địch mùa giải 1969–70
  - Á quân mùa giải 1972–73
- East Anglian Cup
  - Nhà vô địch 1972–73
- Herts Senior Cup
  - Nhà vô địch các mùa giải (14) 1930–31, 1931–32, 1933–34, 1937–38, 1938–39, 1940–41, 1942–43, 1961–62, 1969–70, 1974–75, 1976–77, 1996–97, 2015–16, 2016–17